# Посуело-дель-Рей
Посуело-дель-Рей (ісп. Pozuelo del Rey) — муніципалітет в Іспанії, у складі автономної спільноти Мадрид. Населення — 895 осіб (2010).
Муніципалітет розташований на відстані близько 32 км на схід від Мадрида.

## Демографія
Динаміка населення (INE ):

## Галерея зображень

Розташування муніципалітету у автономній спільноті Мадрид